# Rheydter SV
Rheydter SV is een Duitse sportclub uit Rheydt, een stadsdeel van Mönchengladbach, Noordrijn-Westfalen. De club is actief in voetbal, hockey, handbal, tafeltennis en tennis.

## Geschiedenis
De club is het meest bekend voor zijn voetbalafdeling die op 21 december 1905 werd opgericht door leden van turnclub Rheydter Turnvereins 1847. De club sloot zich in 1906 aan bij de Rheinisch-Westfälischen Spielverband. De club was actief op het hoogste niveau tot in de jaren dertig. Daarna verdween de club naar de lagere reeksen. In 2009 promoveerde de club naar de Landesliga, waar ze tot 2014 speelden.

## Erelijst
Kampioen Rijn
1924, 1925